# 茲巴拉日 (卡扎京區)
49°29′50″N 28°51′40″E / 49.49722°N 28.86111°E
茲巴拉日（烏克蘭語：Збараж），是烏克蘭的村落，位於該國西南部文尼察州，由赫米利尼克區負責管轄，始建於1840年，面積2.56平方公里，海拔高度277米，2001年人口501，人口密度每平方公里195.7人。